# Котопакси (провинция)
Котопакси (на испански: Cotopaxi) е една от 24-те провинции на южноамериканската държава Еквадор. Разположена е в централната част на страната. Общата площ на провинцията е 5984,50 км², а населението е 482 600 жители (по изчисления за 2019 г.). Провинцията е разделена на 7 кантона, някои от тях са:
1. Ла Мана
2. Латакунга
3. Пангуа